# Wonder Boy III: Monster Lair
Wonder Boy III: Monster Lair (ワンダーボーイIII モンスター・レアー, Wandā Bōi Surī: Monsutā Reā) is een zijwaarts-scrolling platformspel uit 1988, ontwikkeld door Westone Bit Entertainment en uitgegeven door Sega. Het spel kwam oorspronkelijk uit als arcadespel en werd later geporteerd naar andere systemen. Het is het derde spel in de Wonder Boy-reeks.

## Spel
De speler bestuurt een groenharige held genaamd Leo (speler 1) of de paarsharige heldin prinses Purapril (speler 2). Het doel is om alle kwaadaardige indringers te verslaan terwijl de spelers objecten verzamelen die in het veld liggen verspreid.
De gameplay bestaat uit een combinatie van platform en shoot 'em up, waarbij de speler loopt en later ook vliegt in het spel. De levensbalk van de speler loopt langzaam terug, dit kan hersteld worden door het verzamelen van fruit.

## Platforms
Het spel kwam oorspronkelijk uit als arcadespel voor System 16A hardware, maar werd later geporteerd naar andere systemen, zoals de Sega Mega Drive, PC Engine, de Wii Virtual Console en Microsoft Windows.

## Ontwikkeling
De spelmuziek werd gecomponeerd door Shinichi Sakamoto, die ook de muziek van Wonder Boy in Monster Land schreef.